# Rumunské velvyslanectví v Praze
Rumunské velvyslanectví v Praze (rumunsky Ambasada României la Praga) je zastupitelský úřad Rumunska v Česku. Od roku 1925 sídlí v historickém Morzinském paláci v Nerudově ulici č. 5 na Malé Straně v Praze.

## Historie
Po rozpadu Rakouska-Uherska a vzniku Československa koncem roku 1918 byly mezi oběma zeměmi navázány diplomatické vztahy, později posílené uzavřením politických spojenectví v čele s tzv. Malou dohodou. Pro potřeby rozsáhlé rumunské diplomatické mise byl orgány Rumunskému království roku 1925 zakoupen Morzinský palác, tehdy již v majetku rodu Czerninů (větev Czernin–Morzin).
Po rozpadu Československa roku 1993 velvyslanectví přešlo na působnost po České republice. 
Na levé straně fasády se nachází pamětní deska rumunského knížete Michala Chrabrého (1558–1601), který v Praze krátce pobýval, původně umístěná ve Sněmovní ulici. V okolí úřadu se pak nalézá několik dalších zahraničních ambasád, mj. velvyslanectví Itálie v Praze.